# Volker Metzler
Volker Metzler (* 22. Januar 1965 in Karl-Marx-Stadt) ist ein deutscher Theaterregisseur, Schauspieler, und Fotograf.

## Leben
Nach seinem Schauspielstudium an der Theaterhochschule „Hans Otto“ Leipzig ging er 1990 ins erste Engagement nach Halle/S. zu Intendant Peter Sodann. Bereits zwei Jahre später folgte er dem Ruf des damaligen Chefregisseurs des Staatsschauspiel Dresden, Horst Schönemann und arbeitete als Regieassistent u. a. mit Irmgard Lange, Klaus Dieter Kirst und Tobias Wellemeyer. Von 1994 bis 1998 leitete er das Theater in der Fabrik, als künstlerisch eigenständige Spielstätte des Staatsschauspiels Dresden. Nach der Gründung der freien Theatergruppe „Dresdner Ensemble“ und Gastinszenierungen u. a. am Volkstheater Rostock, Badische Landesbühne und dem Theater Vorpommern, zog es ihn wieder nach Halle/S., wo er für zwei Jahre als Schauspieldirektor am Neuen Theater/ Schauspiel Halle tätig war. Von 2001 bis 2008 war er als Oberspielleiter am Theater Junge Generation in Dresden engagiert. In dieser Zeit intensivierte er die Zusammenarbeit mit der Bühnen- und Kostümbildnerin Grit Dora von Zeschau, der Tänzerin | Choreographin Katja Erfurth, sowie dem Komponisten Karsten Gundermann. Im Frühjahr 2008 gründet er in Dresden das Studio- und Künstlertheater „DRAMATEN“. Seine Inszenierungen zwischen 2008 und 2012 wurde gefördert von der Kulturstiftung Sachsen, der Kulturstiftung der Dresdner Bank und dem Amt für Kultur und Denkmalschutz der Landeshauptstadt Dresden. Gemeinsam mit dem Regisseur Lutz Graf gründet er im Herbst 2008 die werkstatt. DRAMATEN – eine nach ISO 9001 zertifizierte Aus- und Weiterbildungsstätte für die Darstellenden Künste in Dresden. Zwischen 2012 und 2014 arbeitete er regelmäßig als Gastregisseur und Fotograf am Theater Plauen-Zwickau. Während der Arbeit zur Inszenierung The Rocky Horror Show lernte er die Bühnen- und Kostümbildnerin Claudia Charlotte Burchard kennen, mit der er seitdem ein festes Inszenierungsteam bildet und alle Arbeiten an Theatern gemeinsam konzipiert und realisiert. Ab der Spielzeit 2017/2018 war Volker Metzler am Theater an der Parkaue – Junges Staatstheater Berlin als Schauspieldirektor und stellvertretender Intendant tätig. Seine Eröffnungsinszenierung am Theater an der Parkaue – Junges Staatstheater Berlin „Beben“ von Maria Milisavljevic wurde für den Friedrich Luft Preis 2017 der Berliner Morgenpost nominiert. Nach Rassismusvorwürfen im Zusammenhang mit der Inszenierung „Die Reise um die Erde in 80 Tagen“ wurde seine Anstellung zum Ende der Spielzeit 2018/2019 beendet.
Am Staatstheater Cottbus eröffnet er die Spielzeit 2019/2020 mit der Uraufführung des Gewinnerstückes des Kleist-Förderpreises für junge Dramatikerinnen und Dramatiker „Warten auf Sturm“ von Peter Thiers.

## Rassismusvorwürfe
Ende Juni 2019 wurden Rassismusvorwürfe gegen Volker Metzler öffentlich. Ihm wurde vorgeworfen, während der Probenarbeit zu der Inszenierung „Die Reise um die Erde in 80 Tagen“, am Theater an der Parkaue Berlin, eine dunkelhäutige Schauspielerin mehrfach rassistisch beleidigt zu haben. Die Schauspielerin verließ nach wiederholten Klärungsversuchen die Produktion. Aus Angst vor beruflichen Nachteilen machte sie die Vorfälle erst im Frühjahr 2019 öffentlich.
Im Juli 2018 zog das Theater personelle Konsequenzen und mahnte Volker Metzler ab. Im April 2019 wurde die Inszenierung schließlich abgesetzt und Volker Metzler freigestellt. Seine Anstellung am Theater an der Parkaue wurde zum Ende der Spielzeit 2018/2019 beendet.

## Inszenierungen
Staatstheater Cottbus
- Warten auf Sturm von Peter Thiers

 Theater an der Parkaue – Junges Staatstheater Berlin
- Rohe Herzen von Laura Desprein aus dem Französischen von Almut Pape
- Der Nussknacker nach Alexandre Dumas und E.T.A. Hoffmann
- Die Reise um die Erde in 80 Tagen nach Jules Verne
- Dornröschen – Ein Traumspiel nach Ricarda Huch
- Michael Ende – Die unendliche Geschichte
- Maria Milisavljevic – Beben

neues theater / schauspiel halle
- Jan Trieder – Das blaue Kla4
- Christian Morgenstern – Zwölf.Elf
- Peter Handke – Die Stunde da wir nichts voneinander wußten
- Sergi Belbel – Ein Augenblick vor dem Sterben
- Richard Dresser – Unter der Gürtellinie

Staatsschauspiel Dresden
- Volker Metzler/ Lutz Schäfer – Der Tanzpalast
- Elfriede Jelinek – Raststätte oder Sie machens alle
- Volker Metzler/ Lutz Schäfer – Dr. Jekyll & Mr. Hyde (nach der gleichnamigen Erzählung von Robert L. Stevenson)
- Harry Gibson – Trainspotting
- Paul Virilio – Rasender Stillstand
- Anton Tschechow – Die Hochzeit
- Bertolt Brecht – Der aufhaltsame Aufstieg des Arturo Ui
- Volker Metzler/ Oliver Hohlfeldt – Die Richtstatt (nach dem gleichnamigen Roman von Tschingis Aitmatov)

Theater Junge Generation
- Bernhard Schlink – Der Vorleser
- Oliver Czeslik – Gaddafi rockt
- Rudolf Herfurtner – Geheime Freunde
- Ted Keijser – Soria Moria
- Ulrich Plenzdorf – Die Legende von Paul und Paula
- Michael Ende – Momo
- Menken/Ashmann – Der kleine Horrorladen
- Jewgeni Schwarz – Die Schneekönigin
- Andri Beyeler – the killer in me is the killer in you my love
- Heiner Müller – Zement
- Walter Hasenclever – Antigone
- Johann Wolfgang von Goethe – Faust – Der Tragödie erster Teil
- Ulrich Hub – An der Arche um acht
- Lutz Hübner – Nellie Goodbye
- Lutz Hübner – Creeps
- Caren Fischer – Das Tun und das Nichts
- Karsten Gundermann – Faust Episode 2 (nach J.W. Goethe)
- Jan Liedtke – Kamikaze Pictures
- Michał Walczak – Das erste Mal
- Ödön von Horváth – Glaube Liebe Hoffnung
- Alexandre Dumas – Die drei Musketiere

Societaetstheater Dresden
- Oscar Wilde – Salome
- Richard Wagner – Parzival
- Dieter Beckert – „Der Tastenflosser“
- Frédéric Beigbeder – neununddreißigneunzig
- Dramaten – MySpace. Der Fall Megan Meier.
- Fjodor Dostojewskij – Die Sanfte
- Franz Kafka – Der Prozeß
- Marius von Mayenburg – Perplex
- Sibylle Berg – Nur nachts

Dramaten
- Insekten
- Circus Maximus oder Premier Brown macht sich Sorgen
- Karsten Gundermann – Eroica
- Stars 'n Spikes
- Georg Büchner – Woyzeck
- Richard Dresser – Augusta
- Die singenden Handtaschen
- Johann Wolfgang von Goethe – Stella
- Federico Garcia Lorca – Die wundersame Schustersfrau
- Carl Sternheim – Die Hose

Volkstheater Rostock
- Shockheaded Peter von Tiger Lillies
- Ulfert Becker – C-Man
- Bertolt Brecht – Der Kaukasische Kreidekreis
- Oliver Czeslik – Havarie in Afrika

Badische Landesbühne
- Israel Horovitz – Der Indianer will zur Bronx
- Richard Dresser – Unter der Gürtellinie
- Wilhelm Hauff – Der kleine Muck
- Yasmina Reza – Dreimal Leben

Theater Plauen-Zwickau
- Richard O’Brian – The Rocky Horror Show
- Tobias Künzel, Maximillian Reeg, Steffen Lukas – Comeback – Das Karl-Marx-Musical
- Wolfgang Borchert – Draußen vor der Tür

Theater Erlangen
- Georg Büchner – Woyzeck

Theater Vorpommern
- Tom Waits / Robert Wilson / William S. Burroughs – The Black Rider

Nordharzer Städtebundtheater
- Meine Schwester und ich von Ralph Benatzky

## Preise/ Auszeichnungen
- 2006 nominiert für den Deutschen Theaterpreis „Der Faust“ des Bühnenvereins in der Kategorie „Beste Regie im Kinder und Jugendtheater“ für die Inszenierung the killer in me is the killer in you my love von Andri Beyeler.
- 2017 nominiert für den Friedrich Luft Preis 2017 der Berliner Morgenpost für „Beben“ von Maria Milisavljevic.
- 2018 nominiert für den IKARUS-Preis des JugendKulturService Berlin als beste Inszenierung im Kinder- und Jugendtheater für die Inszenierung „Beben“ von Maria Milisavljevic.
- 2019 nominiert für den IKARUS-Preis des JugendKulturService Berlin als beste Inszenierung im Kinder- und Jugendtheater für die Inszenierung „Rohe Herzen“ von Laura Desprein.